# Wasting Love
Wasting Love är en låt och singel av den brittiska heavy metal-gruppen Iron Maiden. Den släpptes den 1 september, 1992 och var den tredje singeln från albumet Fear of the Dark från 1992. Låten är skriven av sångaren Bruce Dickinson och gitarristen Janick Gers.
Detta är den andra singeln där inte Eddie finns med på omslaget. Istället är det en närbild på en man som tatuerar in namnet Sally på sin hud. Bilden är tagen från musikvideon till låten. Låten är mer eller mindre den första och enda kärleksången Iron Maiden skrivit hittills, eller så nära en kärlekssång man kan komma. Den reflekterar över tomheten och meningslösheten över de som lever för att samla sexuella erfarenheter med flera olika personer istället för att skaffa sig ett stabilt förhållande.
B-sidan innehåller tre livelåtar, "Tailgunner" och "Holy Smoke" och "The Assassin". Alla dessa tre spelades in under samma konsert på Wembley Arena den 17 december, 1990 under No Prayer On The Road.

## Låtlista
- "Wasting Love" (Dickinson, Gers)
- "Tailgunner" (live) (Harris, Dickinson)
- "Holy Smoke" (live) (Harris, Dickinson)
- The Assassin" (live) (Harris)

## Banduppsättning
- Steve Harris – Bas
- Dave Murray – Gitarr
- Bruce Dickinson – Sång
- Nicko McBrain – Trummor
- Janick Gers – Gitarr